# I Wanna Be the Boshy
I Wanna Be the Boshy es un juego de plataformas en 2D creado por el desarrollador de juegos danés Jesper "Solgryn" Erlandsen.
El juego es un fangame de I Wanna Be the Guy con el título siendo una referencia a él y muchos otro fangames con títulos similares.
La creación era inspirada en un streamer de juegos conocido como BoshyTime, quien Solgryn disfrutó mirar.
El juego es conocido por ser extremadamente difícil, a menudo incluyendo trampas imprevisibles, posibilidad aleatoria, hitboxes intencionadamente pobres y jugabilidad plataformera de dificultad extrema.
Muchos elementos como jefes, personajes jugables y npcs son parodias/de tributos de videojuegos populares, como Super Mario, Kirby y Street Fighter mientras otros elementos son referencias a juegos poco conocidos como The Cheetahmen o hechos originalmente.
El juego recibió críticas divididas—algunos disfrutando las referencias, mientras otros criticando la jugabilidad injusta, con reviewers divididos en la dificultad del juego. Este producto también utiliza las ventajas tomadas directamente de otros juegos, como sprites, efectos de sonido y música.
Se ha vuelto popular en la comunidad del speedrunning y ha sido presentado en múltiples eventos de Games Done Quick.